# Sh2-118
Sh2-118 è un'estesa nebulosa a emissione visibile nella costellazione del Cigno.
Si individua nella parte nordoccidentale della costellazione, pochi gradi a ovest della Nebulosa Nord America; il periodo più indicato per la sua osservazione nel cielo serale ricade fra i mesi di luglio e dicembre ed è notevolmente facilitata per osservatori posti nelle regioni dell'emisfero boreale terrestre.
Si tratta di un debole sistema di filamenti nebulosi centrati apparentemente nella regione attorno alla stella 72 Cygni; le sue dimensioni sono comunque notevoli, estendendosi per circa 8° e collegandosi apparentemente con altre nubi vicine, come Sh2-113, Sh2-114 e il grande sistema di Cygnus X e Sh2-109. L'unica stima della distanza per questa nebulosa è stata effettuata nel 2003 e fornisce un valore di 3800 parsec (circa 12400 anni luce); se questa misura dovesse rivelarsi corretta, Sh2-118 si troverebbe ben al di là del sistema di Cygnus X e probabilmente anche all'esterno del Braccio di Orione.